# آيت خباش (مصيسي)
آيت خباش هي إحدى مشيخات المملكة المغربية، تتبع جغرافيا لإقليم تنغير وإداريًا لمصيسي. يقدر عدد سكانها بـ 4748 نسمة حسب الإحصاء الرسمي للسكان والسكنى لسنة 2004.